# Новоягодное (Кемеровская область)
Новоя́годное — деревня в Юргинском районе Кемеровской области России. Входит в состав Юргинского сельского поселения.

## География
Деревня находится в северо-западной части области, к западу от реки Искитим, на расстоянии примерно 3 км (по прямой) к югу от города Юрга, административного центра района. Абсолютная высота — 155 м над уровнем моря.
Часовой пояс
Деревня Новоягодное, как и вся Кемеровская область, находится в часовой зоне МСК+4. Смещение применяемого времени относительно UTC составляет +7:00.

## История
Основана в 1910 году. По данным 1926 года в деревне имелось 31 хозяйство и проживало 160 человек (в основном — русские). В административном отношении входила в состав Зимниковского сельсовета Юргинского района Томского округа Сибирского края.

## Население
| 2010 |
| ---- |
| 27   |

Половой состав
По данным Всероссийской переписи населения 2010 года, в гендерной структуре населения мужчины составляли 55,6 %, женщины — соответственно 44,4 %.
Национальный состав
Согласно результатам переписи 2002 года, в национальной структуре населения русские составляли 76 % из 46 чел.

## Улицы
Уличная сеть деревни состоит из одной улицы (ул. Луговая).